# Avenida de la Reina María Cristina
La avenida de la Reina María Cristina (en catalán: avinguda de la Reina Maria Cristina) se encuentra en el distrito de Sants-Montjuïc, en Barcelona (España). Está situada entre la plaza de España y la plaza de Carles Buïgas, donde se halla la Fuente Mágica de Montjuic. Fue urbanizada por Josep Puig i Cadafalch y Guillem Busquets con vistas a la celebración de la Exposición Internacional de Barcelona de 1929. Está dedicada a María Cristina de Habsburgo-Lorena (Groß-Seelowitz, 1858-Madrid, 1929), segunda esposa de Alfonso XII y madre de Alfonso XIII.

## Historia y descripción

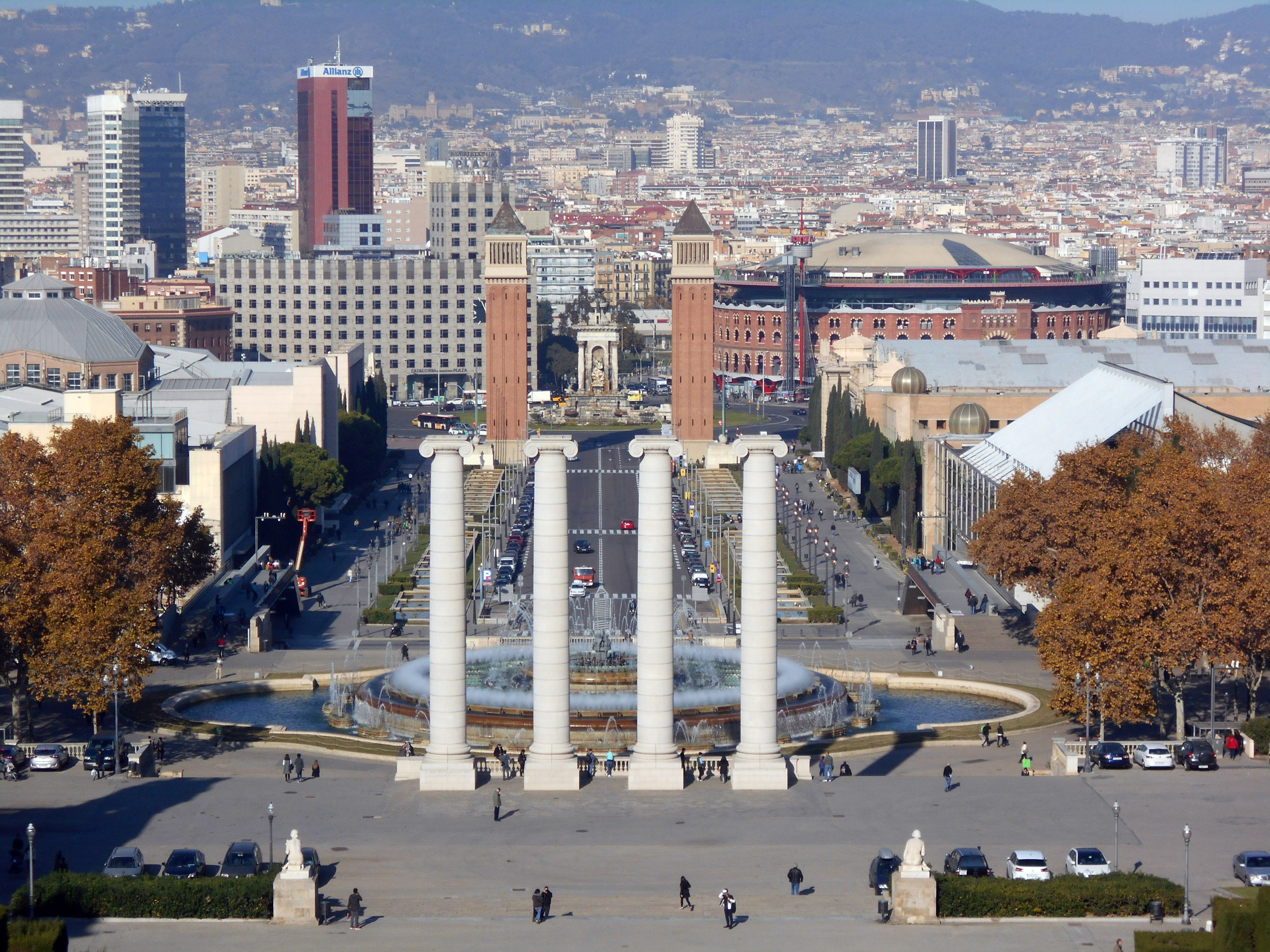
La avenida vista desde el Palacio Nacional, con las Cuatro Columnas en primer término y las Torres Venecianas al fondo.

La avenida de la Reina María Cristina se encuentra al pie de la montaña de Montjuïc; parte de la plaza de España y transcurre en línea recta hasta la confluencia de las avenidas Francesc Ferrer i Guàrdia y Rius i Taulet, donde se inicia una serie de plazas (Carles Buïgas, Josep Puig i Cadafalch y de las Cascadas) que conducen al Palacio Nacional, que domina la avenida desde la altura. En su recorrido no se cruza con otras calles, aunque en el centro de su lado izquierdo se abre la plaza del Universo. Está situada entre diversos monumentos: las Torres Venecianas al inicio en la plaza de España, y la Fuente Mágica y las Cuatro Columnas al final de su recorrido, antes de ascender al Palacio Nacional.
La avenida fue urbanizada en el conjunto de las obras encaminadas a la celebración de la Exposición Internacional de 1929. Inicialmente recibió el nombre de avenida de América, pero más tarde se nombró en honor a la reina madre del entonces rey de España, Alfonso XIII. Se proyectó como una avenida monumental de acceso al recinto ferial, donde destacaban un conjunto de surtidores de agua, obra de Carles Buïgas, y unas farolas tipo vitrolux, unas columnas de vidrio iluminadas por luz eléctrica de diversos colores, de estilo art-déco, diseñadas por Jean-Claude Nicolas Forestier y realizadas por el ingeniero Marià Rubió i Bellver; conocidas como «espárragos», estas luminarias fueron retiradas en 1936. Todavía quedan los surtidores de agua, que suelen funcionar en días festivos.

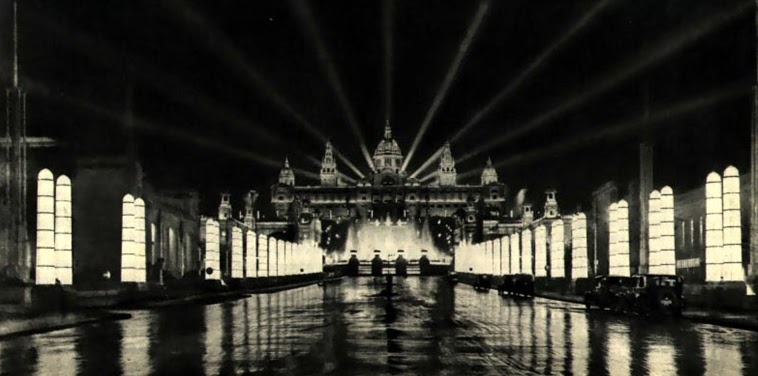
La avenida durante la Exposición de 1929.

En el acceso a la avenida por la plaza de España se situaron dos altas torres en forma de campaniles, obra de Ramon Reventós, inspirados en el campanile de San Marcos de Venecia. A los pies de las torres había una balaustrada de acceso al recinto de la Exposición decorada con cuatro esculturas: las Artes y la Industria, de Carles Ridaura; el Comercio, de Enric Monjo; y el Deporte, de Josep Viladomat. Esta balaustrada fue eliminada en los años 1970 durante una reurbanización de la plaza debido a las obras del metro, y junto a ella desaparecieron las estatuas; tan solo se conservó una, la de las Artes, trasladada a la avenida del Paralelo.
A ambos lados de la avenida se encontraban los edificios principales de la Exposición: el palacio del Vestido, el palacio de Comunicaciones y Transportes, el palacio de la Metalurgia, Electricidad y Fuerza Motriz, y el palacio de Proyecciones. Dicho conjunto arquitectónico constituye actualmente la Feria de Muestras de Barcelona, junto a los palacios de Alfonso XIII y Victoria Eugenia, situados junto a la fuente Mágica. Junto a la avenida se encontraba la plaza de la Mecánica (actualmente del Universo), en cuyo centro se situaba la Torre de la Luz, una fuente luminosa (Jardín de Agua-Luz), obra de Buïgas, y la escultura El trabajo, de Josep Llimona. 

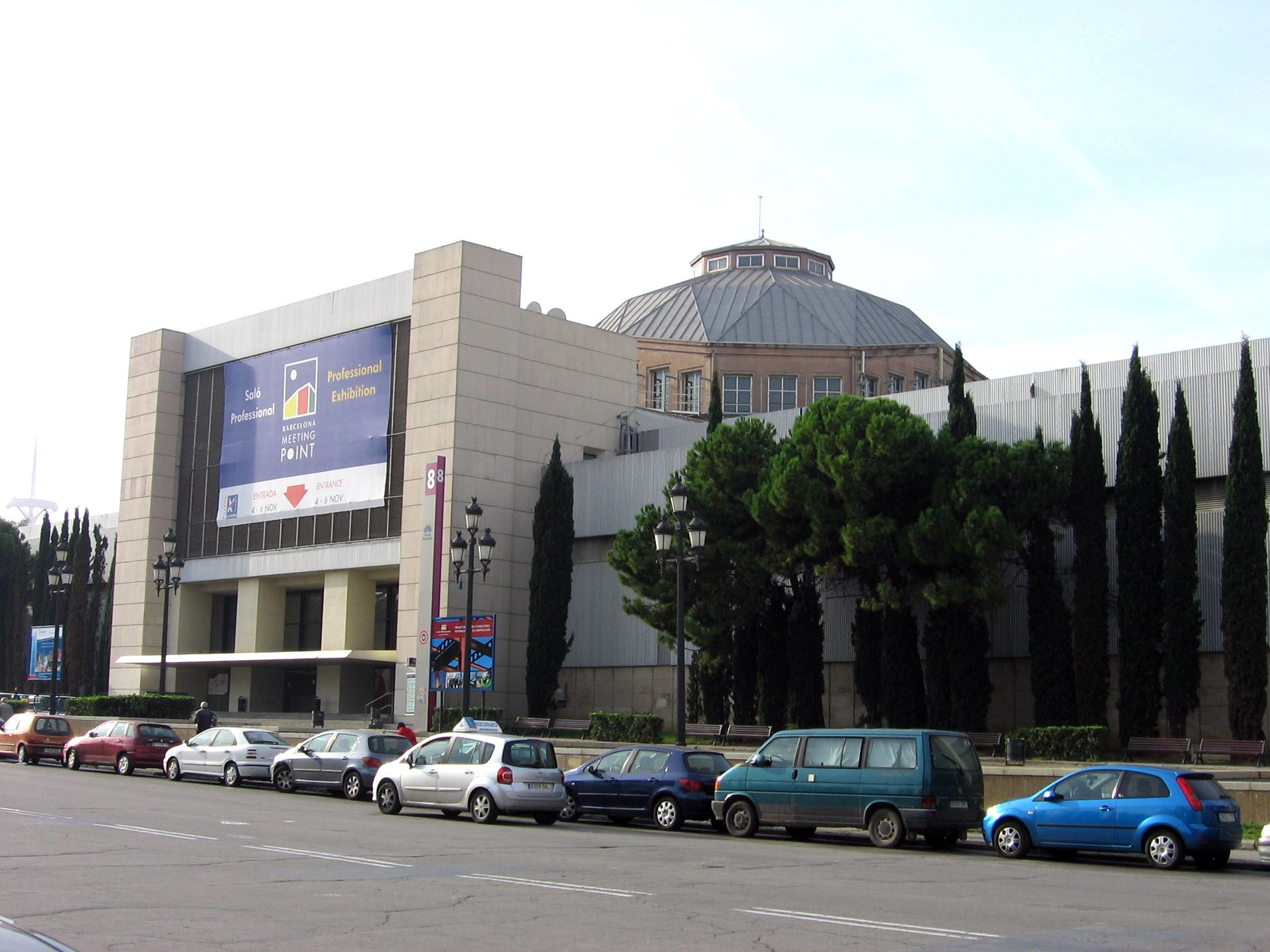
Palacio de la Metalurgia, Electricidad y Fuerza Motriz.

- Palacio de Comunicaciones y Transportes: obra de Félix de Azúa y Adolf Florensa según un proyecto de 1926, presenta una línea de estilo neoclásico inspirado en la arquitectura académica francesa. Era de los edificios más grandes de la Exposición, con una superficie de 16 000 m². Tiene fachada a la avenida y a la plaza de España.[5]

- Palacio del Vestido (o del Trabajo): inicialmente llamado Palacio de la Pedagogía, Higiene e Instituciones Sociales, fue obra de Josep Maria Jujol y Andrés Calzada, situado como el anterior entre la avenida y la plaza de España. Con una superficie de 6500 m², presenta una planta irregular dispuesta alrededor de un espacio central con una gran rotonda rematada por una cúpula de estilo oriental.[6]

- Palacio de la Metalurgia, Electricidad y Fuerza Motriz: obra de Amadeu Llopart y Alexandre Soler i March, dispone de una superficie de 16 000 m². De planta rectangular, destaca en la parte central una gran cúpula poliédrica, sobre tambor y con linterna, con una fachada donde destaca un gran frontón clásico decorado con pinturas al fresco de Francesc d'Assís Galí. A los lados se sitúan unos torreones con esculturas alegóricas de Enric Casanovas.[7]

- Palacio de Proyecciones: obra de Eusebi Bona y Francisco Aznar, se encontraba entre la avenida de la Reina María Cristina, la avenida Rius i Taulet y la plaza del Universo. Con una superficie de 10 000 m², tenía dos plantas, la principal con una gran sala de espectáculos, con escenario y cabina para la proyección de películas, y diversas salas de exposiciones. Del edificio destacaba la fachada, de estilo clásico y monumental, con decoración escultórica de Joan Pueyo, formada por cuatro grupos de cariátides con bisontes, cuatro grupos de esfinges y dos fuentes. Derribado tras la Exposición, en su lugar se construyó el actual Palacio de Congresos.[8]

Al final de la avenida y al pie de la montaña se construyó la famosa fuente Mágica de Montjuïc, obra de Carles Buïgas, que asombró al público por su fantástico juego de luces y surtidores de agua; aún hoy es una obra emblemática de la capital catalana, donde suelen celebrarse espectáculos piromusicales en las fiestas de la Merced y todos los fines de semana del año se ponen en marcha en un recital de agua, luz, color y música (añadida a finales de los años 1980). Desde el año 2013 se hacen las campanadas de fin de año retransmitiendo en TV3 por toda Cataluña.Como preludio a la gran fuente se colocó una pequeña cascada en la escalinata de acceso desde la avenida a la plaza de Carles Buïgas, situada en tres niveles separados por tiestos en forma de copa.

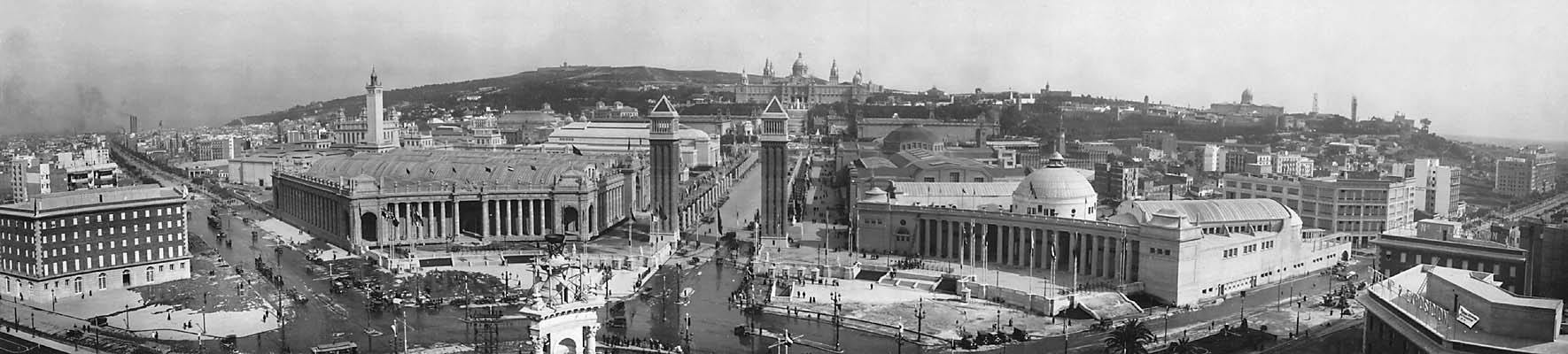
Recinto de la Exposición de 1929.

## Transportes
Metro
- Estación de Plaza España - (L1, L3)

FGC
- Estación de Plaza España - (L8, S33, S4, S8, R5 y R6)

Bus
- Línea 13 de TMB Mercado de San Antonio - Parque de Montjuïc
- Línea 23 de TMB Pl. España - Parque Logístico
- Línea 150 de TMB Pl. España - Castillo de Montjuïc